# Kostel svatého Josefa (Pale)

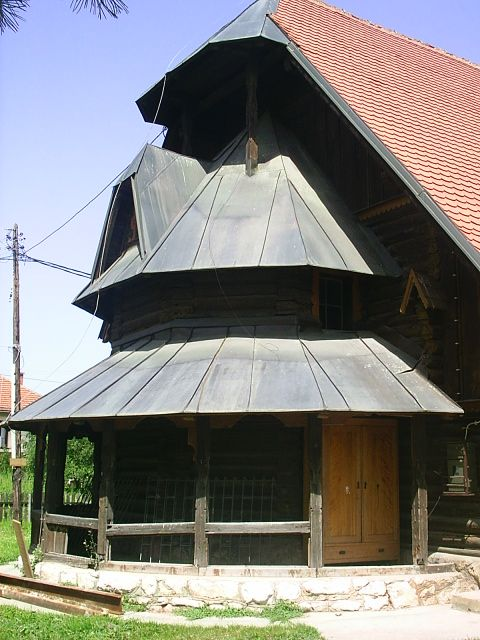
Apsida kostela

Kostel svatého Josefa (chorvatsky Crkva svetog Josipa) se nachází v bosenském městě Pale (Republika srbská). Administrativně v rámci církevní struktury spadá pod Vrhbosenské arcidiecéze.
Kostel byl vybudován v roce 1911 (vysvěcen byl dne 9. července 1911) a od roku 1925 k němu přiléhá i budova fary. Je památkově chráněn. Vznikl ve stylu horské architektury; vybudován byl celý ze dřeva. Jeho budovatelé byli rakousko-uherští inženýři, kteří po anexi Bosny pracovali na rozvoji země a chtěli mít k dispozici katolický svatostánek. V blízkosti města Pale budovali úzkorozchodnou železniční trať.
Kostel má rozměry 17 × 8 m. Disponuje dvěma oltáři (malým a velkým).
Až do války v 90. letech 20. století nebyl kostel nikterak rekonstruován. Během konfliktu sloužil víceméně jako skladiště. Během tří let války zchátral a navíc ho poničili srbští radikálové. V roce 2004 byl kostel následně rekonstruován. Řada dřevěných ornamentálních prvků kostela byla nahrazena a klády, které tvoří stěny kostela, byly impregnovány.